# Santa Catarina (Kaapverdië)

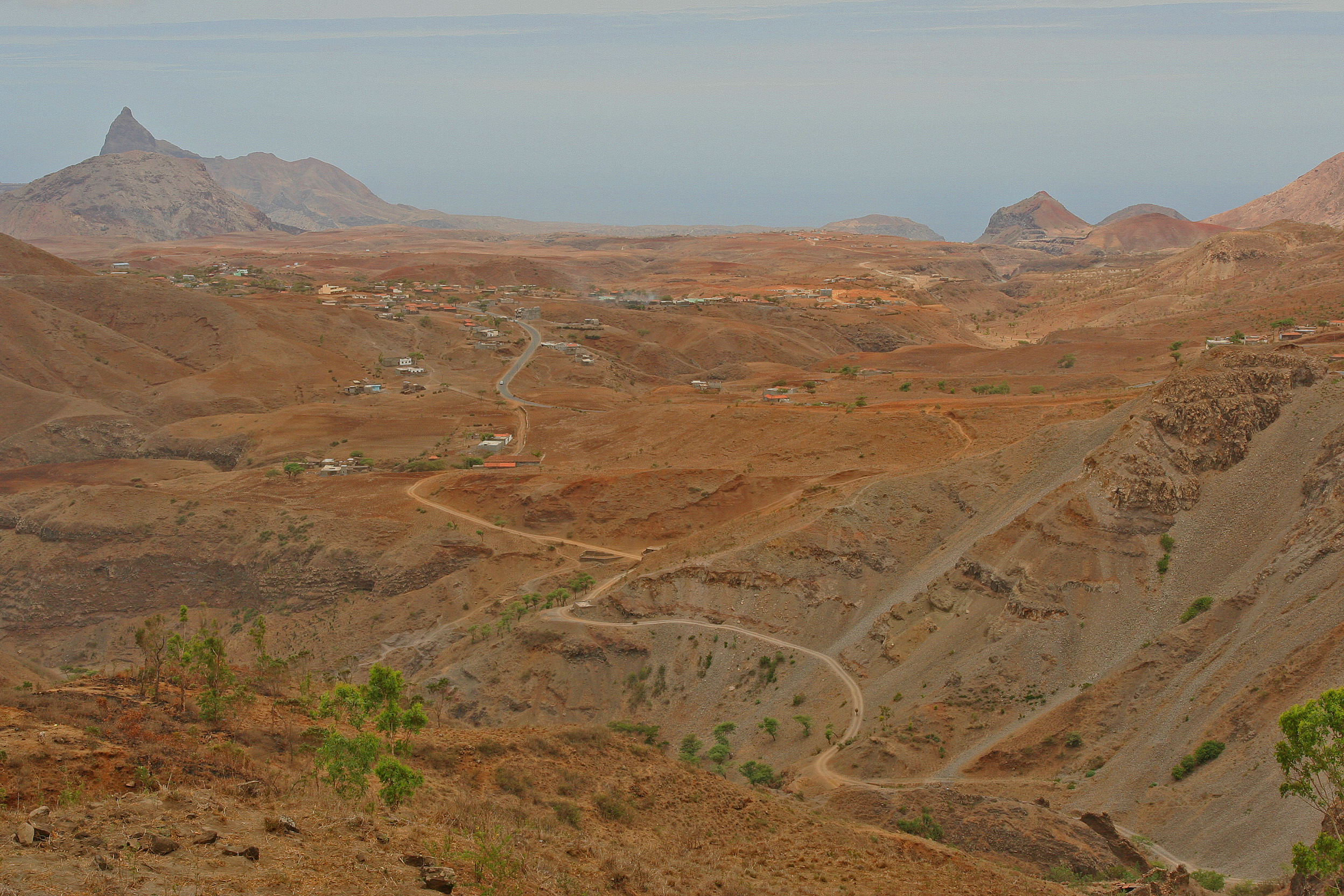
Landschap bij Santa Catarina

Santa Catarina is een van de 22 gemeentes van Kaapverdië. Het ligt in het noordwesten en westen op het eiland Santiago. De hoofdplaats is Assomada. Binnen de gemeente is één parochie: Santa Catarina.

## Geschiedenis
Het oorspronkelijke grondgebied van Santa Catarina omvatte vroeger het noordelijke gedeelte van het eiland Santiago. In 1991 ontstonden de gemeenten Tarrafal en Sao Miguel en later (in 2005) ontstond de gemeente São Salvador do Mundo. Hierdoor is de gemeente Santa Catarina fors in omvang afgenomen.

## Politiek
Kaapverdië wordt op gemeentelijk niveau, net als op landelijk niveau, beheerst door twee partijen: aan de linkerzijde de PAICV en aan de rechterzijde de MpD. De gemeentelijke vergadering (in het Portugees: Assembleia Municipal) van de gemeente Santa Catarina bestaat uit leden afgevaardigd door de PAICV en leden afgevaardigd door de MpD.

## Economie
De belangrijkste economische sectoren zijn handel, landbouw, visserij en toerisme.